# Tornissan
Tornissan (en francès Tournissan) és un municipi francès situat al departament de l'Aude i a la regió d'Occitània.